# Iraklīs Garoufalias
Iraklīs Garoufalias (in greco Ηρακλής Γαρουφαλιάς?; Atene, 1º maggio 1993) è un calciatore greco, centrocampista svincolato.

## Carriera
Ha giocato nella prima divisione greca ed in quella cipriota.